# Franc Veliu
Franc Veliu (né le 11 novembre 1988 à Vlorë en Albanie) est un joueur de football albanais qui joue pour le Flamurtari Vlorë dans la Superliga albanaise. 
Il joue en tant que milieu de terrain gauche, arrière gauche, ou comme défenseur central.

## Biographie
Il fait ses débuts pour le Flamurtari Vlorë en 2006 et s'impose rapidement au sein de l'équipe première.
Il remporte la Coupe d'Albanie en 2009 en gagnant la finale contre le KF Tirana. 
Veliu est sélectionné par Josip Kuže pour un match amical contre l'Argentine le 20 juin 2011. Il débute en tant que titulaire au cours d'une partie qui se termine sur une lourde défaite (4-0).

## Palmarès
- Vainqueur de la Coupe d'Albanie en 2009 avec le Flamurtari Vlorë